# Магнетрон
Магнетронът е мощна електронна радиолампа, която генерира микровълни. Използват се в микровълновите фурни, както и в радарите.

## Конструкция и принцип на работа
Всички магнетрони съдържат нажежаем проводник (катод), към който е приложено повишено отрицателно напрежение от постояннотоково захранване, често използващо повишаващ трансформатор и изправител. Катодът се намира в центъра на вакуумирана цилиндрична камера. Чрез постоянни магнити се създава магнитно поле със силови линии, успоредни на повърхността на катода. Магнитното поле променя праволинейния ход на електроните и вместо по права линия, те започват да се движат по спирала. При движението си електроните индуцират високочестотен ток в т.нар. резонатори или кухини насочени към стената на външната камера, играеща ролята на анод.
Част от тази енергия се извлича чрез антена, свързана с вълновод (обикновено метална тръба с правоъгълно сечение). Вълноводът насочва високочестотната енергия към товара – това може да е микровълнова фурна или антената на радар.
Размерът и броят на резонаторите определя резонансната честота, т.е. честотата на генерираните микровълни. Честотата обаче не може да се контролира точно поради нагряването и други фактори. Това не е проблем при някои приложения като фурните или радарите, където приемникът може да се настрои към променящия се сигнал. Там където е необходима точно зададена честота, се използват други устройства, като клистрона. Мощността на устройството се определя от приложеното напрежение и от параметрите на катода.
Магнетронът е доста ефективно устройство. Например микровълновата фурна консумира около 1100 W електрическа енергия и създава 700 W микровълнова енергия, т.е. ефективността (коефициент на полезно действие) е около 65%. Съвременните електронни източници на микровълни на тези честоти работят при ефективност типично 25 – 30% и се използват основно поради способността им да генерират в по-широк честотен спектър. Така магнетронът намира приложения основно там, където е от значение голямата изходна мощност, а стабилната работна честота не е от толкова голямо значение.

### Охлаждане
Магнетроните за малка мощност се охлаждат принудително чрез вентилатор, докато мощните използват водно охлаждане. 
В микровълновите фурни вълноводът е свързан с работната камера за готвене. Тук е съществено в нея да има обект, който да поглъща излъчените вълни, защото отражението им (например от метални части) може да доведе до образуване на стоящи вълни и искрене. Ако това продължи дълго време, магнетронът може да прегрее и да се разруши. Затова при нагряване на много малки обекти се препоръчва да се добави чаша вода, която да поглъща енергията.

## История
Осцилирането на електроните в магнетрон е било наблюдавано и описано за първи път през 1924 г. от Аугустин Жачек, професор в Карловия университет, Прага, макар че първият прост, двуполярен магнетрон, е разработен през 20-те години от Албърт Хъл в лабораториите на General Electric (Скънектади, Ню Йорк). Това било част от изследванията му върху магнитно управление на радиолампата.
При разработването на радарите по време на Втората световна война е възникнала спешна нужда от генератор на микровълни с висока мощност и с по-къса дължина на вълната – около 10 cm (3 GHz) вместо 150 cm (200 MHz), която била получавана от ламповите генератори по онова време. Известно е, че през 1935 г. Ханс Холман в Берлин разработил резонансен магнетрон с няколко кухини. Германските военни обаче не харесали нестабилността на честотата и вместо това използвали за радарите си клистрони. Това е една от причините, поради които нощните бойни радари на германците не можели да се сравняват с английските.
През 1940 г. Джон Рандал и Нари Буут от Университета в Бирмингам изработили работещ прототип, подобен на магнетрона на Холман, но добавили течно охлаждане и по-здрава кухина. Скоро те успели да увеличат мощността му 100 пъти. Вместо да отписват магнетрона поради дрейфа на честотата, те следили изходния сигнал и синхронизирали приемника си към генерираната честота.
Първите съветски радари „Буря“, „РУС-1“ и „РУС-2“, не са били наричали радиолокатори, защото тогава дори не е съществувал такъв термин, а са наричани електровизори. През 1937 г. Ошчепков е арестуван като вредител по делото „Тухачевски“, и е осъден на 5 години затвор, като замесват и работата му по радиолокатора, обвинявайки го, че това е някакъв безумен, нереален проект. Въпреки това, още през 1938 г. руснаците започват производството на радиолокаторите РУС-1 и РУС-2 – като ги интегрират в противовъздушната отбрана на Москва и Ленинград. Отзивите биват добри за първите съветски радиолокатори– и единствените претенции са към размерите на устройствата, които са сравнително големи. Впоследствие обаче инженерите успяват да намалят значително размерите на радиолокаторите и дори монтират един от тях на черноморските си крайцери – лекия крайцер „Молотов“ или „Слава“. Самият Ошчепков през 1939 г. е освободен във връзка с недоказаността на обвиненията. Освен това го ангажират да се занимава с уреди за нощно виждане – тогава едно абсолютно ново направление. През 1941 г. отново го арестуват и го осъждат на 5 години затвор, но след застъпничеството на академик Йофе и на маршал Жуков, който е бил много доволен от използването на радиолокаторите във фронтови условия, го прехвърлят в затворническо общежитие в Свердловск (Екатеринбург), където той през цялата война се занимава със системи за радиолокация, за нощно виждане и за визуализиране на откритите от радарите цели. Впоследствие се издига до началник на лаборатория и до ръководител на отдел в НИИ на Академията за артилерийски науки. Магнетроните, създадени от него, се използват в почти всички съветски радиолокатори, но след 1944 г. руснаците масово купуват английски магнетрони, които се оказват по-евтини. Още през същата година англичаните успяват да произведат почти сто пъти повече магнетрони, отколкото руснаците и американците, взети заедно – и цената на новите изделия е доста по-ниска. След 1947 г. руснаците възобновяват производството на свои магнетрони, както и на други СВЧ прибори.
Оттогава са произведени милиони магнетрони, някои от тях за радари, но повечето основно за микровълнови фурни. Поради необходимостта от по-прецизни сигнали употребата на магнетроните в радарите намалява, а конструкторите се пренасочват към клистрони и лампи с бягаща вълна.

## Приложения

### Радар
В радарните устройства магнетронът служи за източник на електромагнитните вълни, като се използват много кратки импулси на подаваното напрежение и съответно се получават кратки импулси микровълново излъчване. Вълноводът е свързан с антена която излъчва насочен сноп радиовълни. Отразените от обекта вълни се връщат обратно и се улавят от приемник, като полученото изображение се изобразява върху екран.

### Микровълнова фурна
Поради характерното взаимодействие на микровълните с молекулите на водата и мазнините, магнетронът се използва като източник на енергия за стопляне и готвене на храна. Предимствата на този вид енергия в сравнение с обикновеното топлинно нагряване е, че при микровълновата се постига нагряване едновременно в целия обем на храната.

### Разпрашване
Едно важно промишлено приложение на магнетроните е при нанасянето на тънки слоеве чрез бомбардировката на катод от искания материал с ускорени йони. При бомбардировката на катода в условията на ниско налягане (вакуум) се излъчват (разпрашват) частици от материала, които се отлагат под формата на тънък слой върху желаната подложка. Използването на магнетрон при катода силно увеличава ефективността на процеса на разпрашване.